# Gråkallbanen

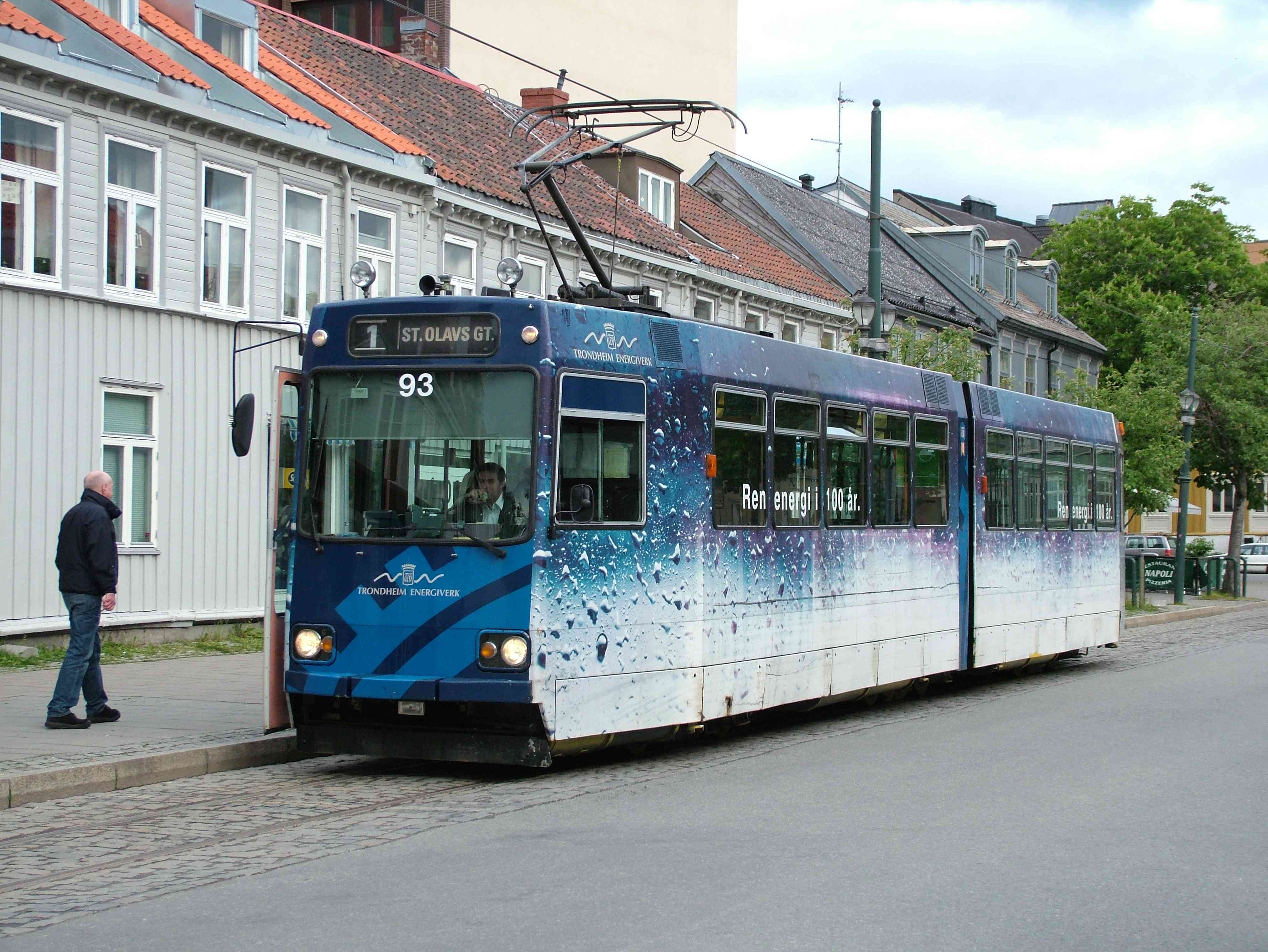
En av Gråkallbanans spårvagnar modell TT8 från Linke-Hofmann-Busch vid ändstationen i Sankt Olavs gate.

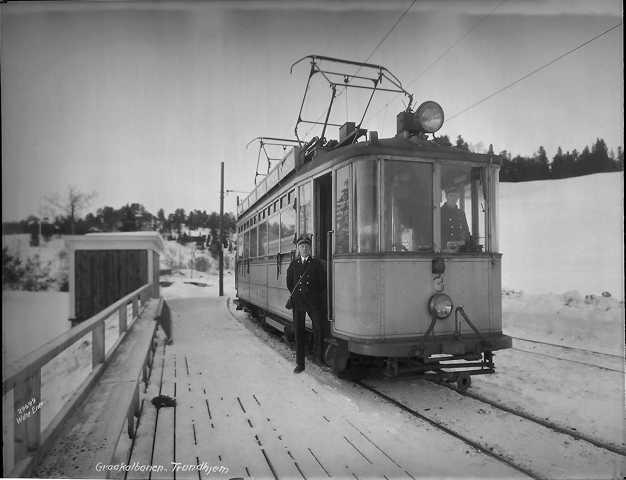
Spårvagn från Hannoversche Waggonfabrik på Gråkallbanen 1927

Linjesträckning

Gråkallbanen är en privatägd spårväg i Trondheim i Norge. Den var länge den enda i Norge utanför Oslo, fram till öppnandet av Bybanen i Bergen 2010. Gråkallbanen är världens nordligaste spårvagnslinje, efter nedläggningarna (1958) av Stadsspårvägen i Kiruna och (2004) av spårvägen i Archangelsk i Ryssland.
Gråkallbanen invigdes 1924 som en privat förortsbana. Spårvidden är 1000 mm. Banan är 8,8 km lång och går främst i ytterstadsmiljö. Den går från Sankt Olavs gate, via Ila till Lian i stadsdelen Byåsen, på gränsen till friluftsområdet Bymarka. Banan lades ned av Trondheims kommun 1988, efter att sedan 1966 ägts av kommunen, men återöppnades efter det att ett privat företag med bas i sällskapet Gråkallbanens Venner fått ny koncession 1990.
Tidigare gick det också spårvagnar till Lade, Singsaker, Elgeseter och Trondheims sentralstasjon.
Namnet Gråkallbanen syftar på berget Gråkallen (552 meter över havet) i Bymarka, på vars sluttning spårvägens ändhållplats Lian (233 meter över havet) ligger.

## Historik
De första spårvägslinjerna i Trondheim var Ilalinjen och Lademolinjen som invigdes 1901. Något senare kom Elgeseterlinjen (1913) och Singsakerlinjen (1927). Dessa var kommunalt ägda. Gråkallbanen byggdes av ett privat företag och invigdes 1924. Det fanns då fem spårvägslinjer till förorterna. År 1988 lades alla spårvägslinjer ned, förutom två stycken som lagts ned några år tidigare. En grupp spårvägsentusiaster startade ett företag, AS Gråkallbanen, som fick rätt att köra på Gråkallbanen och att överta ett antal vagnar och trafiken på banan återstartades 1990. Företaget överläts 2005 till franska Connex, sedermera Veolia Transport. 2011 övertogs Veolia Transports verksamhet i Norge av det norska bolaget Boreal Norge. Dessa driver nu (2018) trafik på Gråkallbanen genom sitt dotterbolag Boreal Bane AS. Trafiken körs på uppdrag av AtB, trafikhuvudmannen i Trøndelag fylke.
Trafiken upprätthålls med sju spårvagnar av typ Linke-Hofmann-Busch TT 8. Spårvagnarna är 20 meter långa och har 53 sittplatser.
Det finns vissa planer på utvidgning av spårvägsnätet, i första hand österut mot Valentinlyst och Brundalen. Detta har diskuterats sedan cirka 2000 och med en utredning gjord 2010, men man tvekar. Trondheim har 205 000 invånare (2020) men är en ganska utspridd storstad med relativt stor andel villor och färre lägenhetsområden. Den lägre folktätheten ger mindre motivering för spårväg kontra buss.